# آرمی راتیا
آرمی ماریا راتیا (با نام خانوادگی پیشین آیراکسینن، زادهٔ ۱۳ ژوئیه ۱۹۱۲ در پائلک‌یاروی، فنلاند– درگذشتهٔ ۳ اکتبر ۱۹۷۹ در هلسینکی) بنیان‌گذار شرکت فنلاندی نساجی و پوشاک ماریمکو بود. او یکی از مشهورترین زنان کارآفرین فنلاند محسوب می‌شود.

## زندگی‌نامه
آرمی ماریا راتیا فرزند ماتیاس و هیلما بود که پدرش به تجارت اشتغال داشت، و مادرش معلم مدرسه ابتدایی بود. آرمی در سال ۱۹۳۵ با ویلیو راتیا، سرهنگ دوم و تاجر، ازدواج کرد. این زوج صاحب سه فرزند به نام‌های ریسوماتی، آنتیماتی، و اریکا شدند، اما ازدواجشان در سال ۱۹۶۹ به پایان رسید.
آرمی راتیا در مدرسه هنرهای کاربردی، در رشته طراحی پارچه تحصیل کرد و از سال ۱۹۳۵ تا ۱۹۳۹ کارگاهی کوچک برای تولید پارچه در ویپور داشت. در خلال جنگ جهانی دوم، از ۱۹۳۹ تا ۱۹۴۱، راتیا به عنوان کارمند اداری در وزارت دفاع فنلاند مشغول به کار شد.
سپس در شرکت اروا-لاتوالا (Erva-Latvala) به عنوان طراح و نویسنده مشغول به فعالیت شد. در همین حال، همسرش ویلیو راتیا تدریس تاریخ نظامی در آکادمی نظامی فنلاند را ترک کرد و به دنیای تجارت وارد شد. او با همکاری آروو نورمی، شرکت پرینتکس (Printex) را تأسیس کرد که در زمینه تولید پارچه‌های موم‌اندود فعالیت داشت.
در سال ۱۹۴۹، آرمی راتیا علاوه بر کار خود، به همسرش در مدیریت پرینتکس کمک می‌کرد. هنگامی که فروش محصولات این شرکت در آن سال به اهداف موردنظر ویلیو راتیا نرسید، آرمی پیشنهاد کرد که به جای پارچه‌های موم‌اندود، به تولید پارچه‌های مدرن بپردازند.
در ۱۹۵۱، آرمی راتیا با همکاری ریتا ایمونن، طراح مد، شرکت ماریمکو را تأسیس کرد تا پارچه‌های شرکت نساجی پرینتکس را طراحی و بازاریابی کند. با این حال، همسرش ویلیو راتیا نسبت به آینده این شرکت بدبین بود. او نگران بود که با ریتا ایمونن به مشکلات مالی در پرینتکس و ماریمکو بر بخوردند و در نتیجه، ویلیو راتیا به‌طور مخفیانه سهام ریتا ایمونن را خریداری کرد.
شرکت پرینتکس در ۱۹۵۳ ورشکست شد، اما فعالیتش ادامه یافت و آرمی راتیا به سهامدار اصلی آن تبدیل شد. در همان سال، وُوْکو اسکولین-نورمسنیِمی به عنوان طراح نساجی در ماریمکو استخدام شد.
در سال ۱۹۶۰، زمانی که ژاکلین کندی، بانوی اول آینده ایالات متحده، در طول کارزار انتخاباتی همسرش، جان اف کندی مجذوب لباس‌های این شرکت شد و با یکی از این لباس‌ها روی جلد مجله اسپورتس ایلاستریتد ظاهر شد، ماریمکو به شهرت بین‌المللی دست یافت.
در پی این موفقیت، به‌ویژه محافل فرهنگی و روشنفکری محصولات ماریمکو را به عنوان بخشی از سبک زندگی خود پذیرفتند. در اوایل دهه ۱۹۶۰، آرمی راتیا پروژه‌ای دیگر را بنیان نهاد. هدف این پروژه ایجاد یک «دهکده جهانی» بود که هم به عنوان آزمایشگاهی برای طراحی محصولات شرکت‌های پرینتکس و ماریمکو و هم به عنوان محلی برای کارکنان این شرکت‌ها عمل کند. با این حال، هزینه‌های سرسام‌آور این پروژه و سبک زندگی تجملی صاحبان آن باعث کاهش سودآوری شرکت‌های راتیا شد. در نتیجه، در سال ۱۹۶۶، دو شرکت ماریمکو و پرینتکس برای مدیریت و بازدهی بهتر با یکدیگر ادغام شدند.
در اواخر دهه ۱۹۶۰، این شرکت دستخوش اصلاحات گسترده شد، اما هم‌زمان آرمی راتیا موفق شد جایزه معتبر نیمان مارکوس را که توسط زنجیره فروشگاه‌های بزرگ آمریکایی به برترین طراحان مد اهدا می‌شود، دریافت کند.
در دوره‌ای که ماریمکو با مشکلات مالی روبه‌رو شد، مجموعه لباس‌هایی که توسط آنیکا ریمالا طراحی شده بود، موفقیت بزرگی کسب کرد. در اوایل دهه ۱۹۷۰، آرمی راتیا شروع به اعطای مجوز طراحی‌های ماریمکو به شرکت‌های خارجی کرد و از این طریق ماریمکو را به یک زنجیره بین‌المللی با سیستم فرانچایز تبدیل کرد.
در سال ۱۹۷۴، این شرکت وارد بورس شد. پس از درگذشت آرمی راتیا، سهام عمده ماریمکو به فرزندان او منتقل شد.